# Aurélie Guillerey
Aurélie Guillerey est une illustratrice française de littérature jeunesse, née en 1975 à Besançon.

## Biographie
Aurélie Guillerey a vécu dans le quartier de Planoise ; sa mère est pharmacienne et son père fabricant de montres. Après des études secondaires au lycée Pasteur, elle rejoint l’École supérieure des arts décoratifs de Strasbourg dans l'atelier de Claude Lapointe ; elle est diplômée en 1999.
Elle devient ensuite illustratrice d'ouvrages pour la jeunesse et s'installe à Rennes. Elle collabore avec diverses maisons d'édition, sociétés de presse et compagnies théâtrales.
En 2015, elle s'associe avec Nadine Brun-Cosme pour Papa à grand pas. En 2016, sur des textes de Luce Dauthier, elle dessine Mes premiers airs de rock.
En 2019, pour les éditions Milan, elle dessine Des trous dans le vent, sur un texte de Bernard Friot.
En 2020, elle s'associe avec Élisabeth Brami pour livrer Les vieux enfants chez Casterman et, avec Dave Skinner, elle crée À force de crier au lion (éd. Little Urban).

## Œuvres notables
- Papa à grand pas, textes de Nadine Brun-Cosme, Nathan, 2015
traduit en anglais : Daddy Long Legs[8],[9], éd. Two Hoots, 2017
- Mes premiers airs de rock, textes de Luce Dauthier, éd. Gründ, 2016
- Livre-CD Je découvre la méditation[10], texte de Sophie Raynal, Nathan, 2017
- La Légende de Saint-Nicolas[11], textes de Philippe Lechermeier, Gallimard Jeunesse, 2017
- Des trous dans le vent, texte de Bernard Friot, éd. Milan, 2019
- À force de crier au lion, textes de Dave Skinner, éd. Little Urban, 2020
- Les Vieux Enfants, textes d'Élisabeth Brami, Casterman, 2020
- Albert Talbot Master of Disguise[12],[13], textes de Ben Manley , éd. Two Hoots, 2020
- Le Mystère des graines à bébé[14], de Serge Tisseron, Albin Michel Jeunesse

## Prix et distinctions
- 2021 : Finaliste Prix Landerneau[15], Catégorie Album Jeunesse, pour Les Vieux Enfants qu'elle a illustré, sur un texte de Élisabeth Brami.